# Nølsbæk
Nølsbæk, Nolsbæk, (dansk) eller Noelsbek, Große Hüttener Au (tysk) er et mindre vandløb syd for Sli-fjorden i Sydslesvig i den nordtyske delstat Slesvig-Holsten. Bækken udspringer ved Hytten Bjerge, løber derfra mod nord, passerer landsbyerne Hytten og Hummelmark, løber imellem landsbyerne Gøteby og Flækkeby og udmunder lidt nord for denne i Sliens Store Bredning. Sammesteds udmunder ligeledes Østerbækken, som udspringer vest for Østerby.
Bækken er første gang nævnt 1651 (Noelsbeck). Oprindelse af forled er uklar. Bækken kaldes nu på tysk Große Hüttener Au (Store Hytten Å). Nølsbækken blev nævnt i Otto Vaupells beretninger om Treårskrigen (Kampen for Sønderjylland 1848-1850)